# Discomorpha giganteensis
Discomorpha giganteensis (Borowiec, 2006) es una especie de insecto coleóptero de la familia Chrysomelidae.
El nombre de la especie hace referencia a su localidad tipo: la ciudad de Gigante, en el departamento del Huila, Colombia.

## Descripción
Tamaño: machos 13.2–13.4 mm de largo, hembras 13.2 mm; ancho: machos 12.9–13.4 mm, hembras 12.8 mm.
Pronoto: ancho 8.0–8.3 mm, largo 3.5–3.7 mm.
Coloración: cabeza negra con dos manchas rojas entre los ojos. Pronoto negro con     reflejos verde-azulados metálicos. Élitros mayormente rojos con un patrón     metálico verde-azulado, dándoles un aspecto maculado distintivo.
Antenas: segmentos 1–5 marrón amarillento a rojizo ventralmente y negros dorsalmente; segmentos 6–11 completamente negros.
Patas y vientre: negros.
El pronoto es subtriangular, con lados rectos que convergen hacia adelante. Disco del pronoto con dos impresiones poco profundas y pubescencia adherente. Los élitros son anchos, con tubérculo postescutelar prominente y perfil cóncavo detrás de este. Pubescencia erecta y densa en hembras; más corta y dispersa en machos.
Las antenas son largas, con segmentos distales más alargados y opacos. Los segmentos 3–5 tienen longitudes similares. Genitalia masculina típicamente conformada para el género.